# کمال‌الملک
محمّد غفّاری (۱۲۲۶ – ۲۷ مرداد ۱۳۱۹)، معروف به کمال‌المُلک، نقاش ایرانی در دوره قاجار و اوایل دوره پهلوی بود. او نیز برادرزاده صنیع‌الملک بود.

## تولّد و خانواده
محمّد غفّاری دومین پسر میرزابزرگ‌خان، از صاحب‌منصبان و کشاورزان خاندان معروف غفاری کاشان، و حاجیه‌مریم‌بیگم از خاندان معروف شیبانی این شهر بود. تاریخ تولد کمال‌الملک، ۱۲۲۶ هجری شمسی است. از سوی دیگر، دوستان، شاگردان و زندگی‌نامه‌نویسان، تاریخ تولدش را میان ۱۸۴۸ تا ۱۸۶۳ میلادی گفته‌اند. ۱۸۴۸ را بیشتر زندگی‌نامه‌نویسان درست می‌دانند، و ۱۸۶۳، در آگهی ترحیم برادر کمال‌الملک، ابوتراب، در روزنامه شرف آمده است. این، بیشتر به سبب پاسخ‌ نادرست خود کمال‌الملک درباره تاریخ تولدش است، که نشان می‌دهد «او در سال‌های نخستین سلطنت ناصرالدین‌شاه زاده شد».
کمال‌الملک از خانواده‌ای بود که از دوره افشاریه چندین هنرمند در آن بودند. او سال‌های نخستین زندگی‌ را در مِلک پدری در روستای کله ، ۴۲کیلومتری کاشان، گذراند. برای همین، امروزه این روستا، روستای کمال‌الملک نامیده می‌شود. تحصیلات ابتدایی را در مکتب زادگاهش گذراند. پس از آن، پدر کمال‌الملک، که حرفه‌اش هم‌چون نیاکانش، نقاشی بود، او را با برادر بزرگش به تهران فرستاد تا در دارالفنون در رشته نقاشی ادامه‌تحصیل دهند.

## زندگی در تهران
محمد غفاری در ۱۲سالگی با برادرش به تهران رفت. سه سال تحصیل آن‌ها در دارالفنون موفقیت‌آمیز بود. ناصرالدین‌شاه هنگام بازدید از دارالفنون از تابلویی که او از چهره اعتضادالسلطنه، رئیس وقت دارالفنون، کشیده بود، خوشش آمد و دستور داد او را به عنوان نقاش دربار استخدام کنند.

## عنوان کمال‌الملک و حضور در دربار
محمد غفاری از نخستین تحصیل‌کردگان ایرانی در فرنگ و از افراد پرنفوذ دوره قاجار بود. او با خواهر مفتاح‌الملک، یکی از مقامات دربار، ازدواج کرد، و از او دارای دختری به نام نصرت و پسری به نام حسین‌علی‌خان شد.
او با حضور در دربار، نخست، «خان»، و سپس «پیش‌خدمت مخصوص» شد. پس از چندی ناصرالدین‌شاه، شیفته آثار او شد و خود به شاگردی او درآمد؛ و پس از این، او را در آغاز، «نقاش‌باشی» و سپس، «کمال‌الملک»، لقب داد. لقب «کمال‌الملک»، پیشنهاد محمدحسین فروغی بود. کمال‌الملک در مدت حضور در دربار، ۱۷۰ تابلو کشید که معروف‌ترین آن‌ها، تالار آینه است، و نخستین تابلویی‌ست که آن را به نام «کمال‌الملک» امضا کرده است.

## سفر به اروپا
کمال‌الملک در سال ۱۲۷۶، پس از ترور شدن ناصرالدین‌شاه، برای تحصیل به اروپا رفت. او بیش از سه سال را در فلورانس، رم و پاریس گذراند و در موزه‌ها به رونگاری از آثار نقاشانی چون رامبرانت و تیسین پرداخت؛ و در پاریس با آنری فانتن لاتور آشنا شد.
سفر اروپا اثری مثبت در کار و دید او گذاشت. کمال‌الملک، در سال ۱۲۷۹، به دستور مظفرالدین‌شاه به ایران بازگشت، و کار در دربار را ادامه داد؛ گرچه عملاً نتوانست با خواسته‌های شاه جدید کنار بیاید. سپس به عراق رفت و چند سالی آن‌جا ماند. در سال‌های ۱۲۸۱ تا ۱۲۸۳، پرده‌های «زرگر بغدادی» و «میدان کربلا» را نقاشی کرد.

## بازگشت به ایران و تأسیس هنرستان بزرگ
بازگشت کمال‌الملک به ایران، با انقلاب مشروطه هم‌زمان شد. او گرچه به مشروطه‌خواهان متمایل بود، با جنبش مشروطه همراهی مستقیم نکرد. هرچند با انتشار مقالات و ترجمه برخی آثار ژان ژاک روسو و دیگر نویسندگان آزادی‌خواه فرانسه، به سهم خود با جنبش همراه شد.
در سال ۱۲۸۹، کمال‌الملک از وزارت علوم (معارف) درخواست کرد تا دویست ذرع از اراضی نگارستان و ۲هزار تومان در اختیار او بگذارد تا به سلیقه خود، کارگاه و کلاس نقاشی برپا کند. به پیشنهاد معاون وزارت معارف، دویست ذرع به ۲هزار ذرع افزایش یافت و درخواست به عنوان لایحه‌ای به کمیسیون بودجه مجلس شورای ملی فرستاده شد. کمیسیون برای بررسی این لایحه، دو جلسه با کمال‌الملک و صنیع‌الدوله، وزیر علوم، گذاشت. در آن جلسات، مبلغ درخواستی کمال‌الملک برای تأسیس مدرسه ناکافی تشخیص داده شد، اما کمال‌الملک پذیرفت که اثاث مدرسه را خودش تأمین کند و گفت که ۲هزار تومان برای راه‌اندازی مدرسه کافی‌ست. کمیسیون هم لایحه را «موافق صرفه و صلاح دولت» دید و هفتم مرداد از تصویب مجلس گذراند. وزارت معارف بعدها با تقدیم لایحه‌ای به مجلس، ۲هزار تومان را به ۲۳۰۰ تومان افزایش داد و مدرسه صنایع مستظرفه به ریاست کمال‌الملک تأسیس شد. چند سال بعد، وزرات معارف، کمال‌الملک را معاون صنایع مستظرفه آن وزارت‌خانه کرد.
کمال‌الملک، در سال ۱۳۰۱، از وزارت معارف، بودجه‌ای برای تأسیس رشته‌های صنایع دستی در مدرسه صنایع مستظرفه درخواست کرد. حاج محتشم‌السلطنه اسفندیاری، وزیر معارف، در سیزدهم دی آن سال، لایحه‌ای به مجلس برد و خواستار ماهانه ۱۲۰۰ تومان از اول بهمن شد، با تأکید بر این‌که وقتی این مدرسه راه بیفتد، نه تنها هزینه‌های خود را تأمین خواهد کرد، بلکه درآمدزا نیز خواهد بود و «برای مملکت یک اساس سرمایه می‌شود». محتشم‌السلطنه در نطق خود در دفاع از این لایحه در مجلس گفت: «در این عالم حضیض صنایع و بی‌اعتنایی به این امر اساسی، فقط کسی که به قلت اسباب، هنر ایرانی را به میزان معلومات امروزه ثابت کرده، استاد معظم آقای کمال‌الملک است که علم و آگاهی و مراقبت خود را در ترویج و ترقی صنایع مستظرفه صرف نموده و از تربیت شاگرد و حسن اداره این کار، نمونه عالی در ایران گذارده و خواسته‌اند به همه بفهمانند که لیاقت ایرانی از دیگران کمتر نیست».
رشته‌هایی که در این لایحه برای تأسیس آن‌ها برنامه‌ریزی شده‌بود، عبارت بودند از:
1. ترتیب ظروف و حسن اشکال آن، از پست‌ترین درجه سفال تا عالی‌ترین ظروف صنعتی
2. کاشی‌سازی، معرق و غیره
3. خاتم‌سازی
4. صنعت چوب شامل منبت‌کاری و نجاری و خراطی صنعتی
5. زرگری صنعتی با دستور و نقشه‌جات فنی
6. تذهیب
7. نقاشی به طرز چینی
8. خط
9. میناکاری
10. قالی‌بافی با اسلوب عالی و طرح صحیح قدیم و جدید
11. نساجی از قبیل مخمل و زری و شال و ترمه و قلمکار و غیره
12. گراوور
13. ساختن چاقو و قیچی و چلنگری صنعتی
14. حکاکی
15. گل‌دوزی زنانه و کارهای سوزنی یدی و طرح‌ها و نقشه‌های فنی[۶]

کمال‌الملک، در سال ۱۳۰۶، سرانجام به دنبال اختلافاتی که با وزیران معارف بر سر استقلال مدرسه پیدا کرد، از تدریس و شغل دولتی دست کشید؛ و در سال ۱۳۰۷، به ملک شخصی‌اش در حسین‌آباد نیشابور کوچ کرد. آن‌جا بر اثر یک حادثه از یک چشم نابینا شد، اما تا سال‌های آخر زندگی به نقاشی ادامه داد. در شرح آن حادثه چندین روایت‌ مطرح شده، از جمله آن‌ها، گفته شده که سالار معتمد گنجی، از خان‌های منطقه و دوست کمال‌الملک، آجری را برای تنبیه یک کارگر حمام پرانده که به عینک و چشم کمال‌الملک آسیب رسانده است. قاسم غنی پس از آن حادثه بر بالین کمال‌الملک حاضر شد؛ و سپس، کمال‌الملک چندی برای معالجه به تهران رفت.

## اواخر عمر و درگذشت
کمال‌الملک، ساعت ۱۴ یک‌شنبه ۲۷ مرداد ۱۳۱۹، بر اثر پیری و بیماری، در ۹۳ سالگی در منزل نوه دختری‌اش درگذشت. او وصیت کرده بود در باغ خودش واقع در حسین‌آباد دفن شود، تا آرام‌گاهش محل استراحت دوستان و دوست‌دارانش باشد. اما بنا به دلایلی، او را در نیشابور، کنار مزار شیخ فریدالدین عطار نیشابوری به خاک سپردند.

## سبک کمال‌الملک
کمال‌الملک از همان آغاز کار هنری‌اش، تمایلی بسیار و آشکار به طبیعت‌گرایی اروپایی در نقاشی داشت. با حضور کمال‌الملک در دربار، وظیفه‌ای جدید برای نقاش دربار معین شد. او می‌بایست رویدادها، اشخاص، ساختمان‌ها، باغ‌ها و غیره را هم‌چون یک عکاس، دقیق ثبت کند، تا به عادی‌ترین مظاهر زندگی و محیط درباری، سندیت تاریخی بخشد. بی‌سبب نیست که کمال‌الملک در این دوره اغلب پرده‌هایش را با افزودن شرحی دربارهٔ موضوع، رقم می‌زد؛ مثلاً: «طبیعت بی‌جان با گلدان و پرنده شکارشده، ۱۲۷۳ خ.». کمال‌الملک با این زمینه فکری و هنری به اروپا رفت.
او در موزههای اروپا، آثار استادان رنسانس و باروک را دید و شیفته آن‌ها شد. او منطقاً به لحاظ فرهنگی، ذهنی و سابقه هنری، در رویارویی و احتمالاً بهره‌گیری از جنبش‌های دریافت‌گری (امپرسیونیسم) و پسادریافت‌گری آمادگی نداشت، اما از آثار او برمی‌آید که زیبایی‌شناسی کلاسیسیسم رنسانس و سبک بغرنج هنرمندانی چون رامبراند را نیز به درستی درک نکرد. با این حال، آکادمی‌گرایی در او قوت گرفت و وقتی به ایران بازگشت، بیش از پیش به هنر دانشگاهی سده نوزدهم وابسته شده بود.
حتی بعدها در بازنمایی موفقیت‌آمیز برخی موضوع‌های اجتماعی نیز از این وابستگی رهایی نیافت. او از اساس، چهره‌نگار و منظره‌نگار بود و در تک‌چهره‌هایی چون «سیدنصرالله تقوی»، مهارتش را به کمال نمایان ساخت. کمال‌الملک با کوشش‌هایش در مقام نقاش و معلم، پاسخی متناسب با شرایط اجتماعی و فرهنگی زمانه‌اش به تحول جامعه داد.
با کار او، جریان ۲۰۰ساله تلفیق سنت‌های ایرانی و اروپایی به پایان می‌رسد، و طبیعت‌گرایی اروپایی در قالب نوعی هنر آکادمیک تثبیت می‌شود. از جمله دیگر آثارش می‌توان به این موارد اشاره کرد:
- دورنمای صفی‌آباد (۱۲۵۳ ش)
- عمله طرب
- حوض‌خانه صاحبقرانیه (۱۲۶۱ ش)
- منظره آبشار دوقلو (۱۲۶۳ ش)
- مرد مصری (۱۲۷۵ ش)
- فال‌گیر یهودی
- دهکده مغانک (۱۲۹۳ ش)
- تک‌چهره خود هنرمند (۱۲۹۶ ش)
- تک‌چهره صنیع‌الدوله
- نیم‌رخ هنرمند (۱۳۰۰ ش)
- منظره کوه شمیران (۱۳۰۱ ش)

نسخه اصل تعدادی از تابلوهای مشهور کمال‌الملک در کاخ گلستان در معرض نمایش قرار دارد.

## زندگی شخصی
کمال‌الملک در ۱۸۸۴ میلادی با زهرا خانم، خواهر محمود مفتاح‌الملک از خاندان ملک‌التجار تبریز ازدواج کرد. آنها یک دختر به نام نصرت و سه پسر به نام‌های معزالدین، حسینقلی و حیدرقلی داشتند. سه پسر همگی در وزارت دارایی مشغول به کار شدند. کمال‌الملک با دیدگاه‌های سنتی آن زمان اختلاف داشت. او در پی اختلاف شدید با اعضای ارشد خانواده‌اش که به شدت مذهبی بودند، روابط خود را با آنها قطع کرد و همسرش را نیز ترک کرد اما او را رسماً طلاق نداد. کمال‌الملک ظاهراً در زندگی پسرانش حضور پررنگی نداشته است.
کمال‌الملک در زمان اقامتش در وین، دو پرتره از آنا (دختر نریمان‌خان قوام‌السلطنه) طراحی کرد. به رغم مخالفت نریمان‌خان، رابطهٔ عاشقانه ای بین آن دو شکل گرفت و در سال ۱۹۰۱ ازدواج کردند. آنا در تهران به همسرش پیوست و در یک خانه تابستانی در شمیران اقامت گزیدند. این ازدواج کوتاه‌مدت بود که در رابطه با جدایی، دلایلی مانند اختلاف در خصوص زندگی در تهران یا وین ذکر شده است. هر دو ایران را ترک کردند، آنا به وین و کمال‌الملک به بغداد و کربلا رفت.

## سال‌شمار زندگی کمال‌الملک
| - ۱۲۲۶: تولد محمد غفاری در کاشان - ۱۲۳۴: سفر به تهران برای تحصیل - ۱۲۳۵: ورود به مدرسه دارالفنون - ۱۲۴۲: ورود به دربار به دستور ناصرالدین‌شاه - ۱۲۵۵: گرفتن لقب نقاش‌باشی - ۱۲۵۸: گرفتن لقب نقاش‌باشی خاص همایونی - ۱۲۶۲: ازدواج با زهراخانم - ۱۲۶۳: به دنیا آمدن دخترش، نصرت - ۱۲۶۷: متهم شدن به دزدی، هنگام کشیدن تابلوی تالار آینه | - ۱۲۶۹: گرفتن لقب کمال‌الملک از ناصرالدین‌شاه - ۱۲۷۲: آغاز به آموختن زبان فرانسه - ۱۲۷۳: سفر به اروپا و اقامت در ایتالیا - ۱۲۷۴: ورود به پاریس - ۱۲۷۶: دیدار با مظفرالدین‌شاه در فرانسه - ۱۲۷۷: چاپ زندگی‌نامه کمال‌الملک در روزنامه شرافت، شماره شصت - ۱۲۷۷: بازگشت به ایران و گرفتن نشان درجه اول و حمایل سبز مخصوص دربار - ۱۲۷۸: سفر به عراق، هم‌زمان با سفر مظفرالدین‌شاه به خارج - ۱۲۸۰: بازگشت به ایران و تمارض مصلحتی به سکته - ۱۲۸۵: مرگ مظفرالدین‌شاه و خوب شدن سکته استاد! | - ۱۲۸۷: پیشنهاد تأسیس مدرسه صنایع مستظرفه به دولت - ۱۲۹۶: درگذشت پسرش حسین‌علی‌خان - ۱۲۹۷: درگذشت همسرش - ۱۲۹۸: درگذشت مادرش - حدود ۱۳۰۲ تا ۱۳۰۶: درگیری کمال‌الملک با وزرای معارف دولت وقت - ۱۳۰۶: استعفا و آغاز بازنشستگی و اقامت در حسین‌آباد نیشابور - ۱۳۰۷: نابینا شدن یک چشم او - ۱۳۱۹: درگذشت کمال‌الملک در نیشابور و مدفون شدن در کنار عطار نیشابوری |  |

## نگارخانه

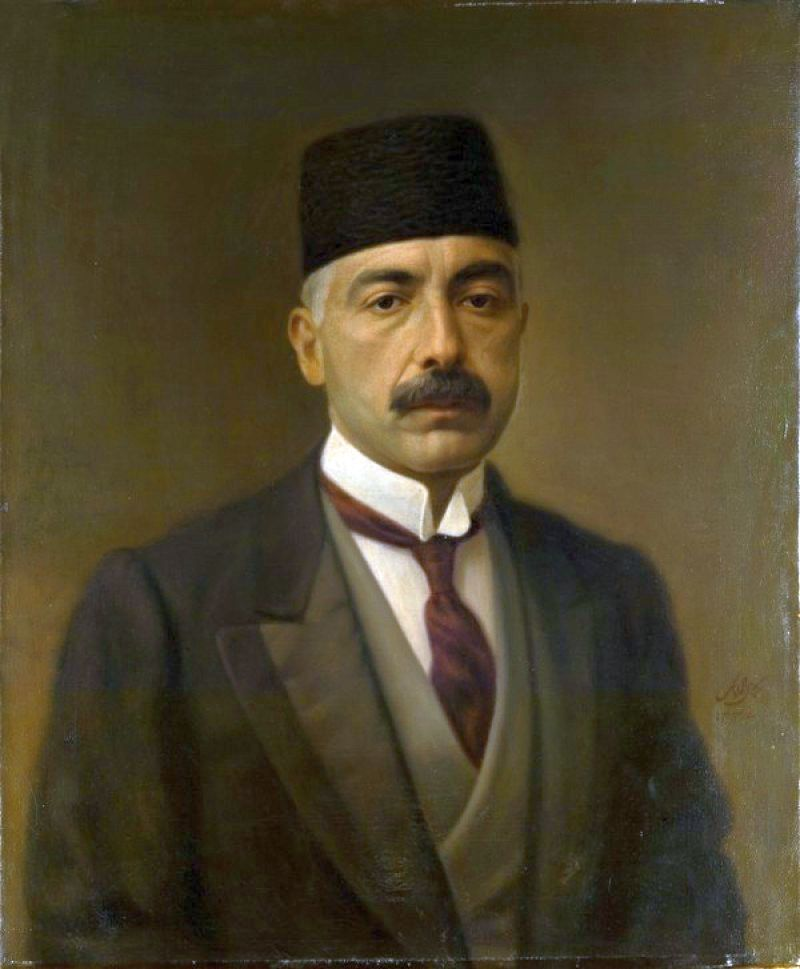
پرتره حسن وثوق به قلم کمال‌الملک
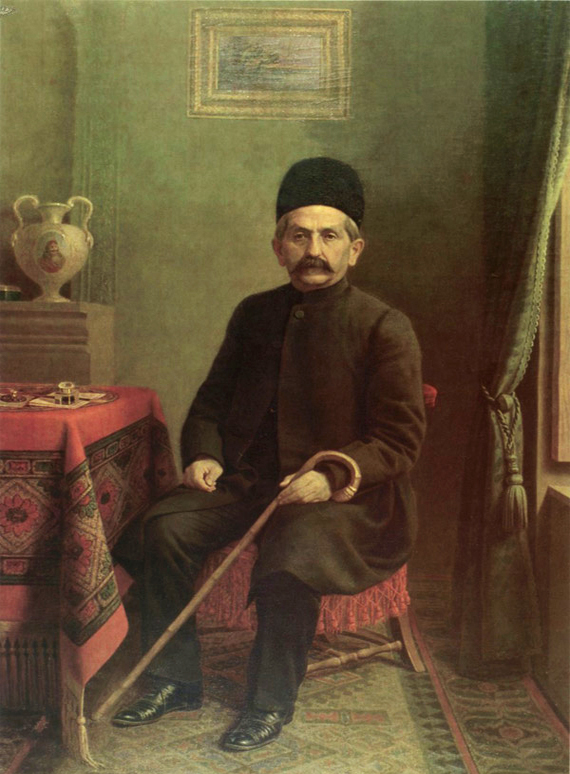
پرتره علیقلی‌خان سردار اسعد
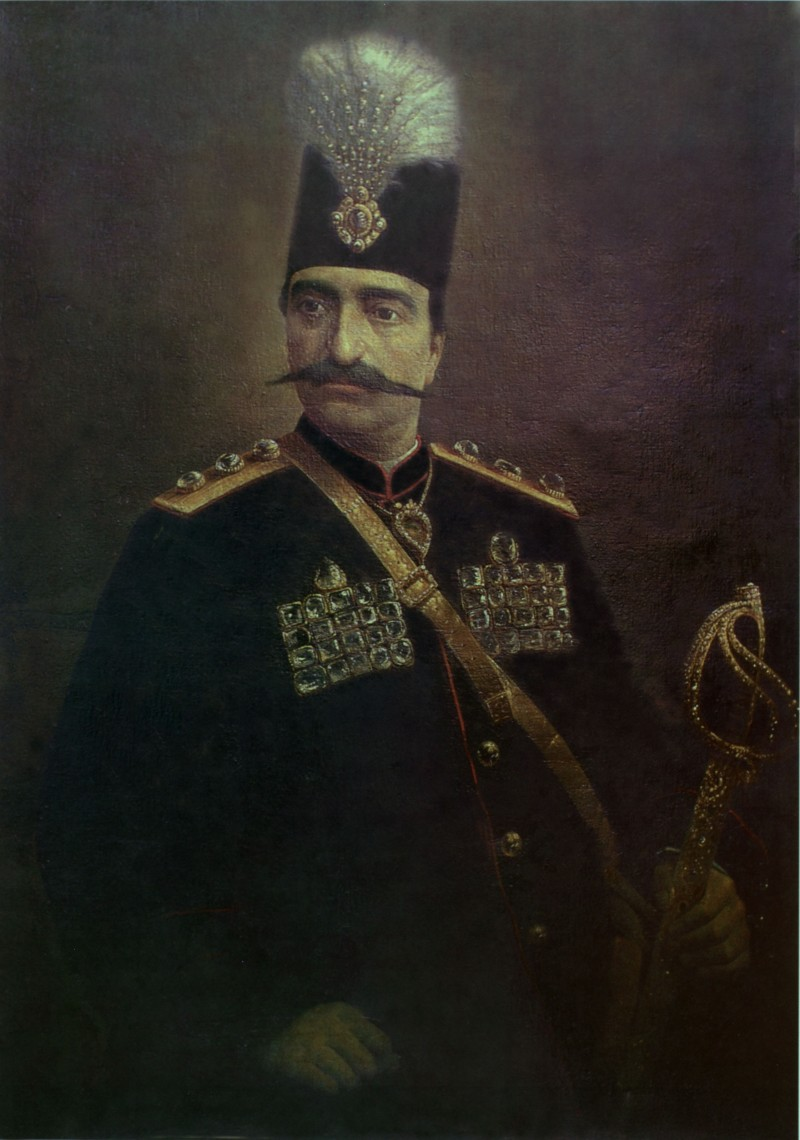
پرتره ناصرالدین‌شاه قاجار
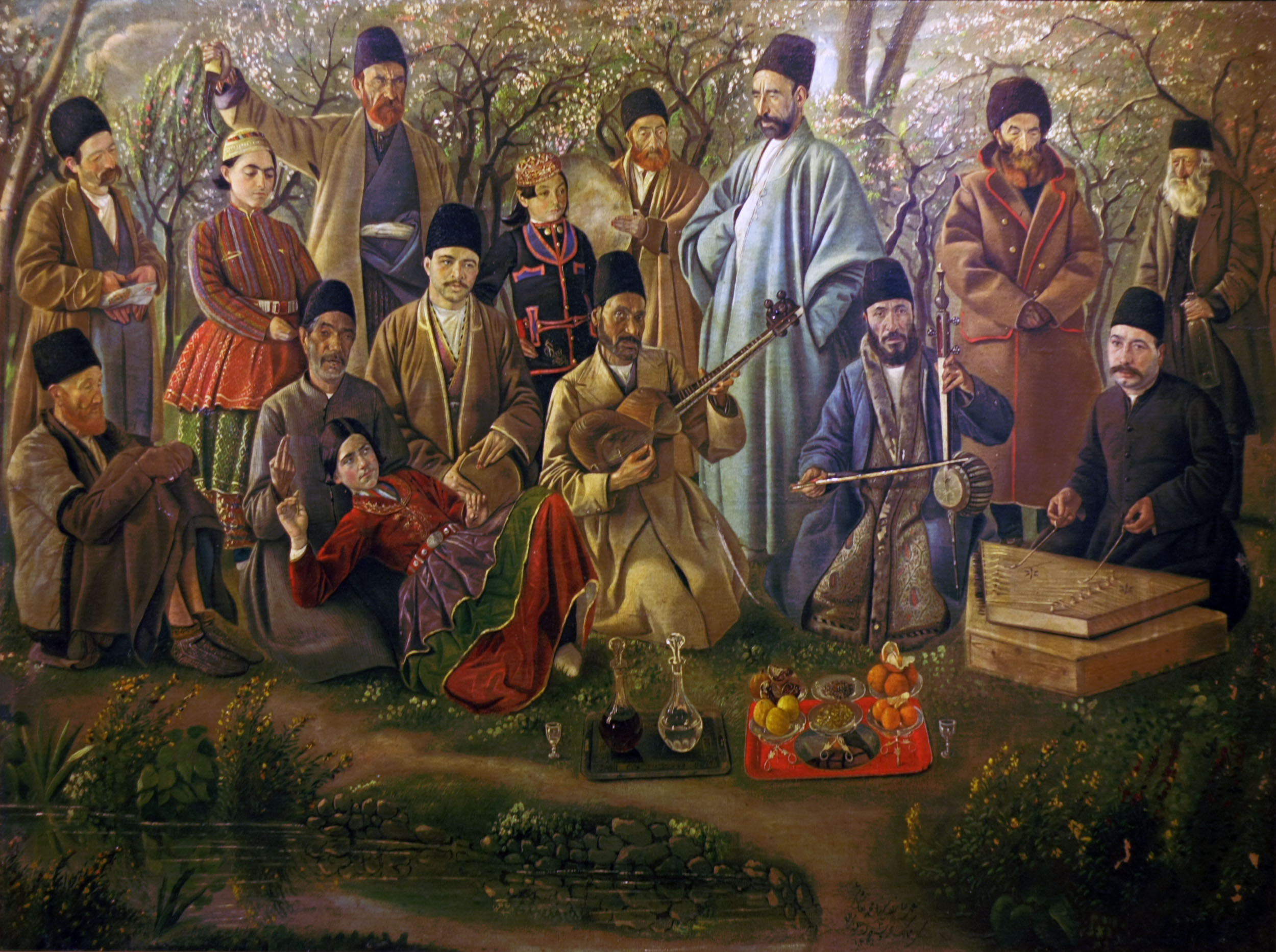
پرتره عمله طرب در حضور ناصرالدین‌شاه ۱۸۸۶
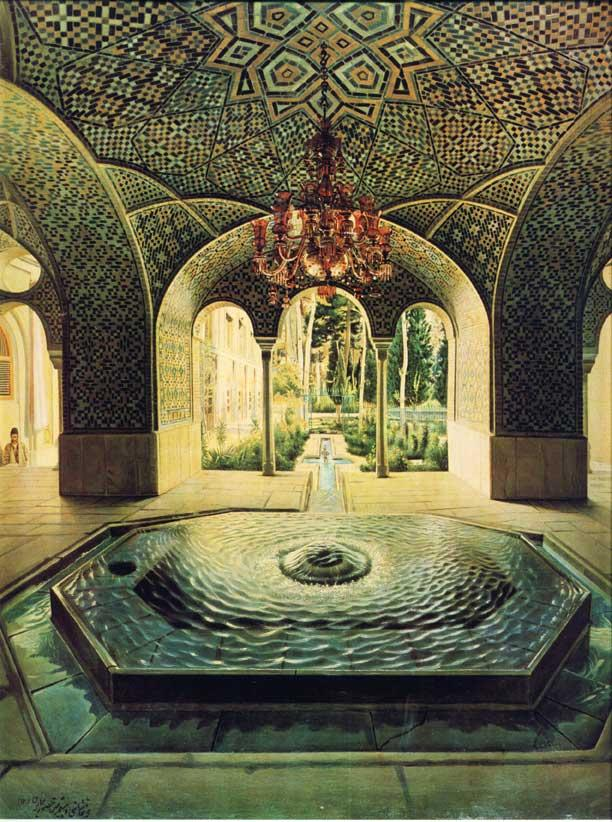
تالار چشمه در کاخ گلستان ۱۸۸۹
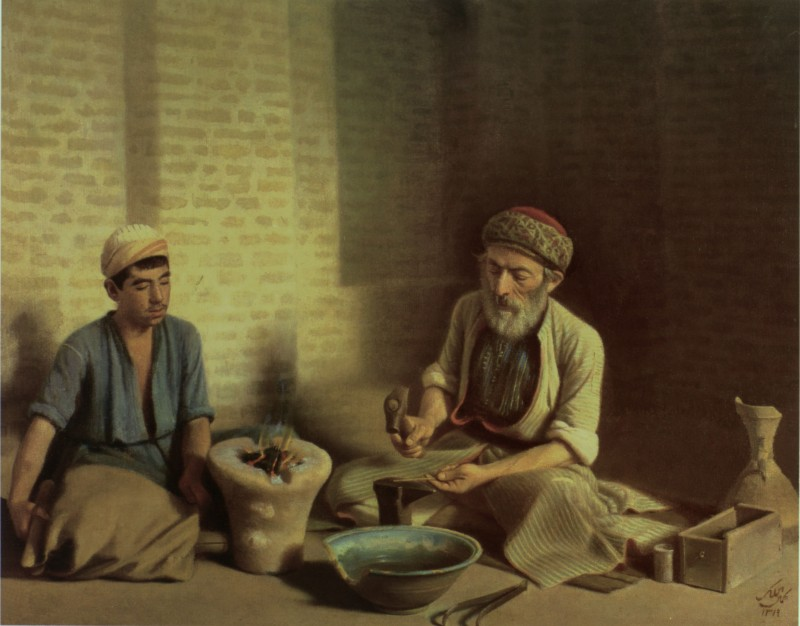
زرگر بغدادی و شاگردش ۱۹۰۱
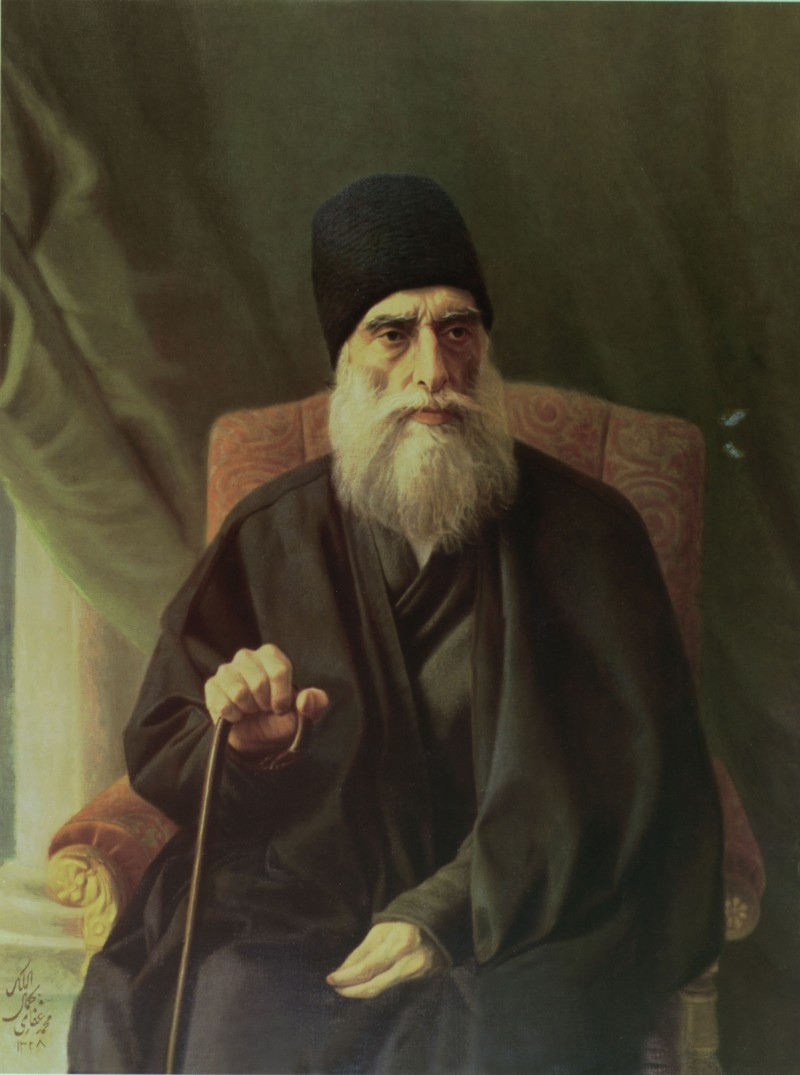
پرتره علی‌رضاخان عضدالملک ۱۹۱۰
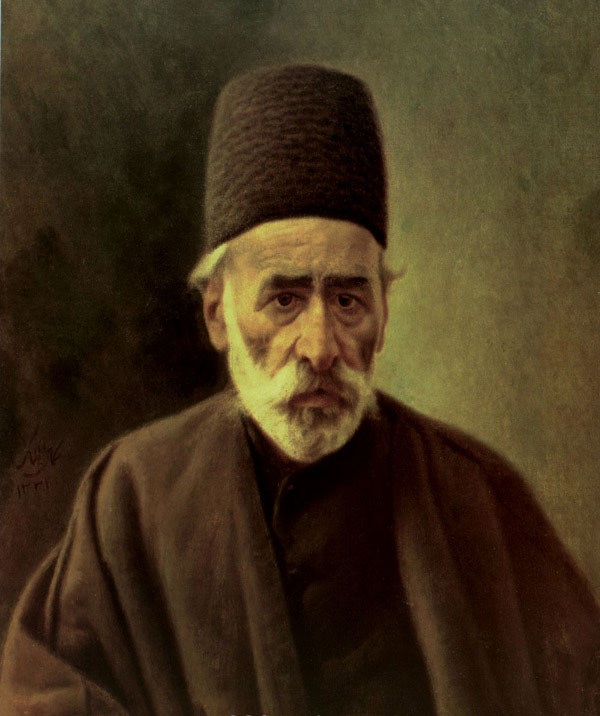
پرتره ذُکاءُالمُلک یکم ۱۹۱۳
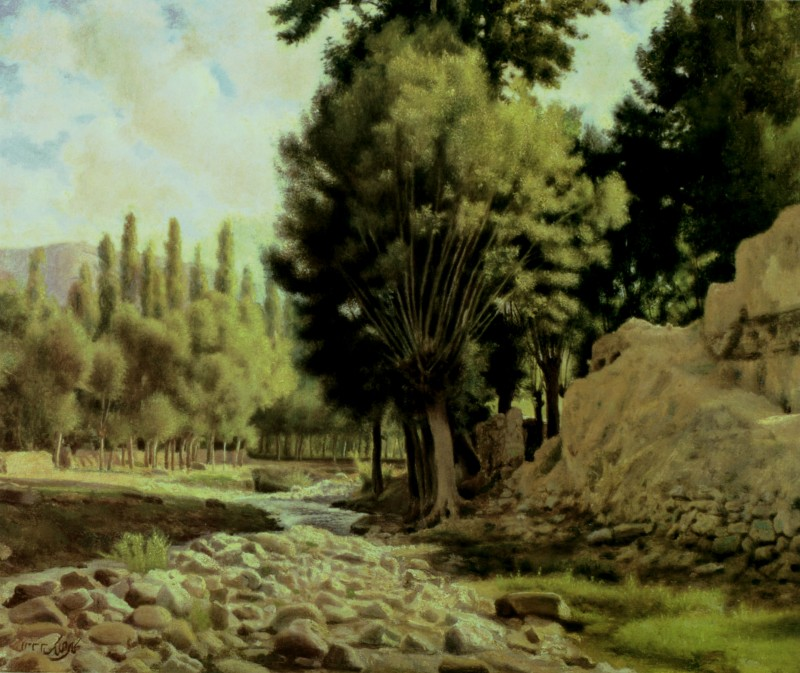
روستای دماوند ۱۹۱۵
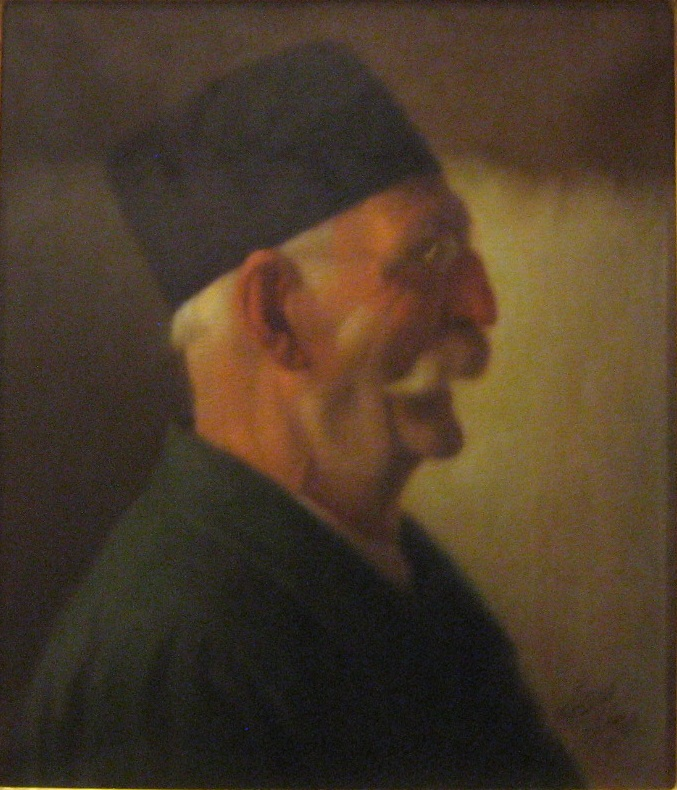
خودنگاره کمال‌الملک ۱۹۲۵
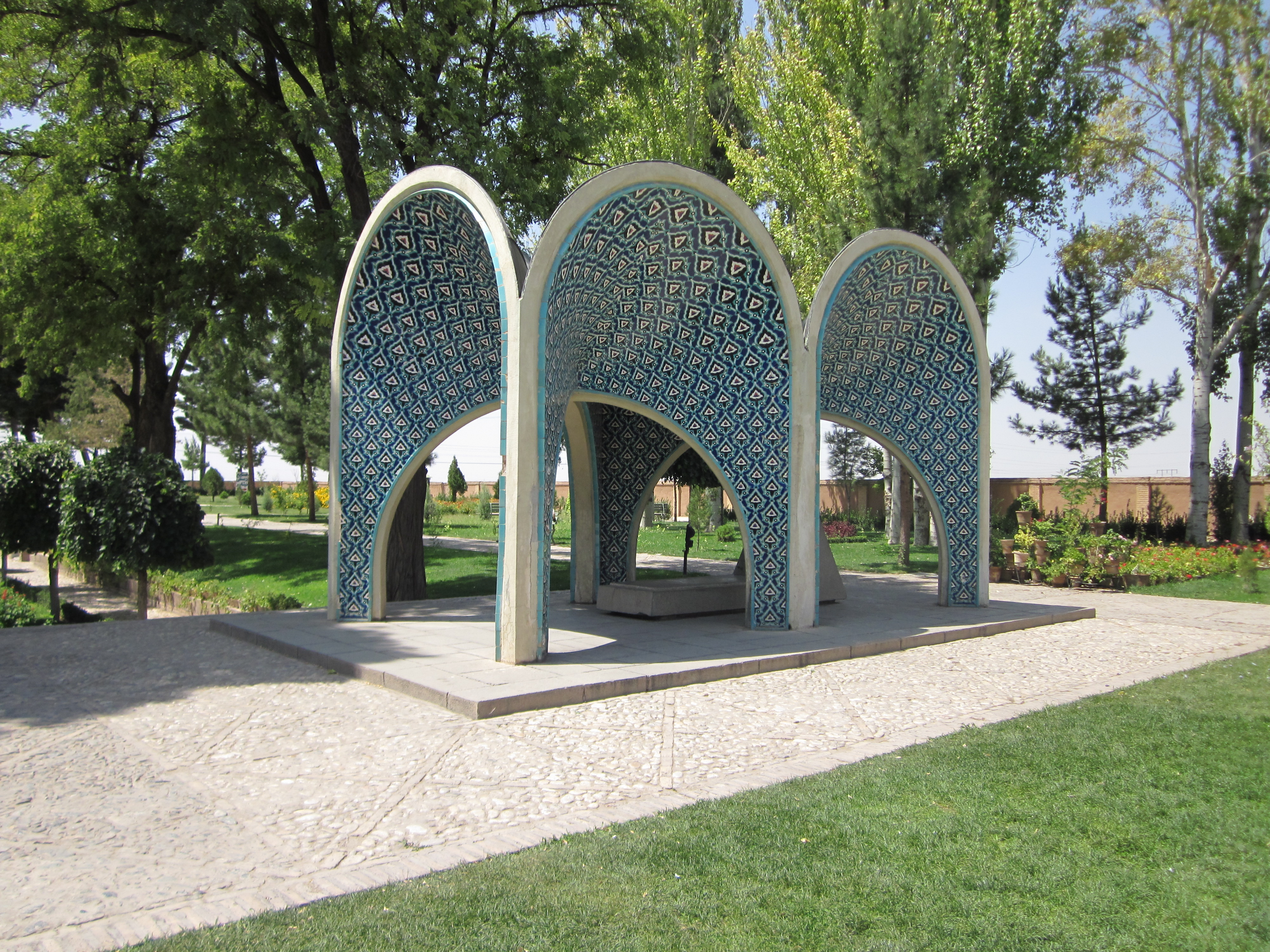
آرامگاه کمال‌الملک در نیشابور
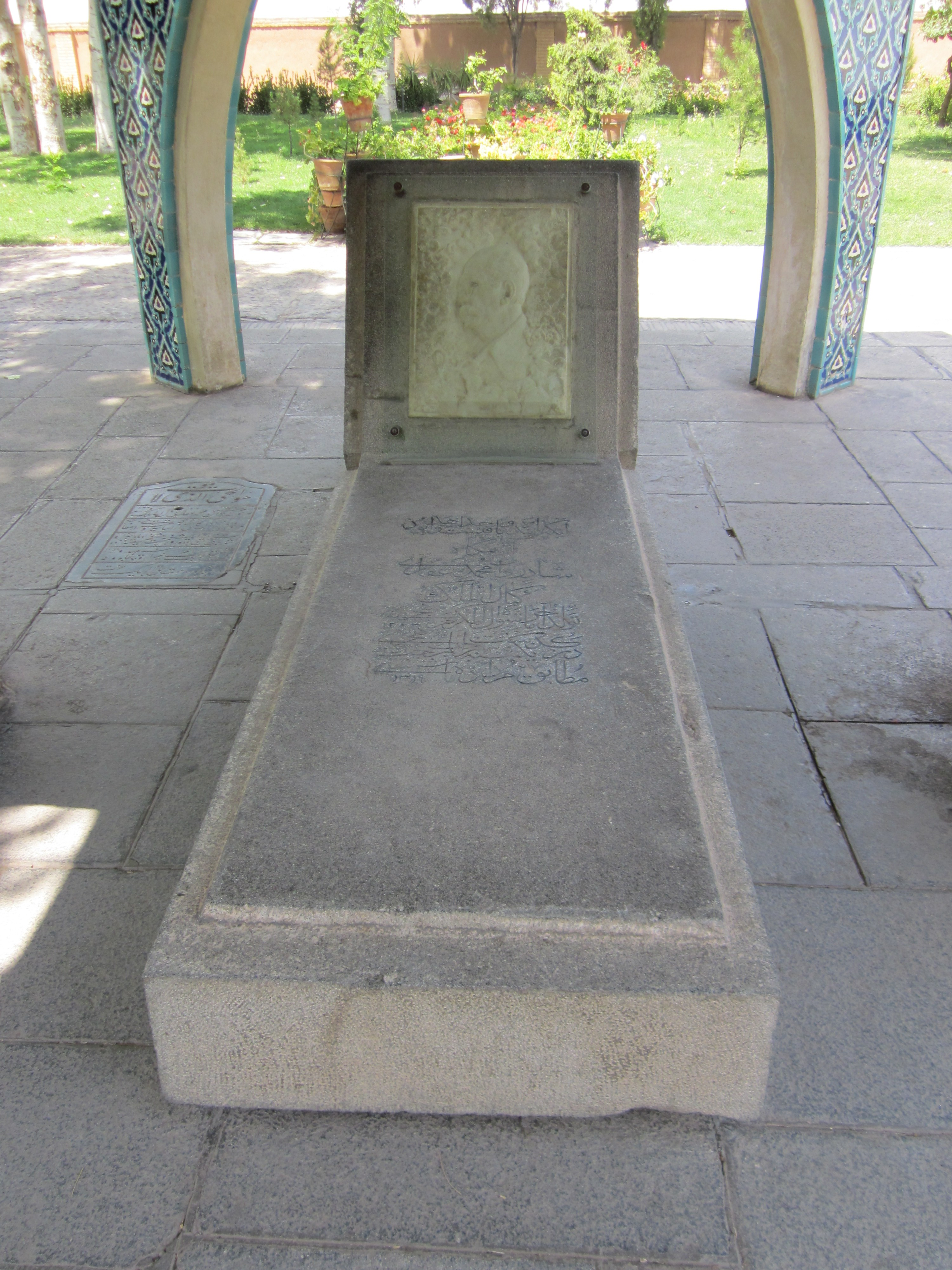
سنگ مزار کمال‌الملک
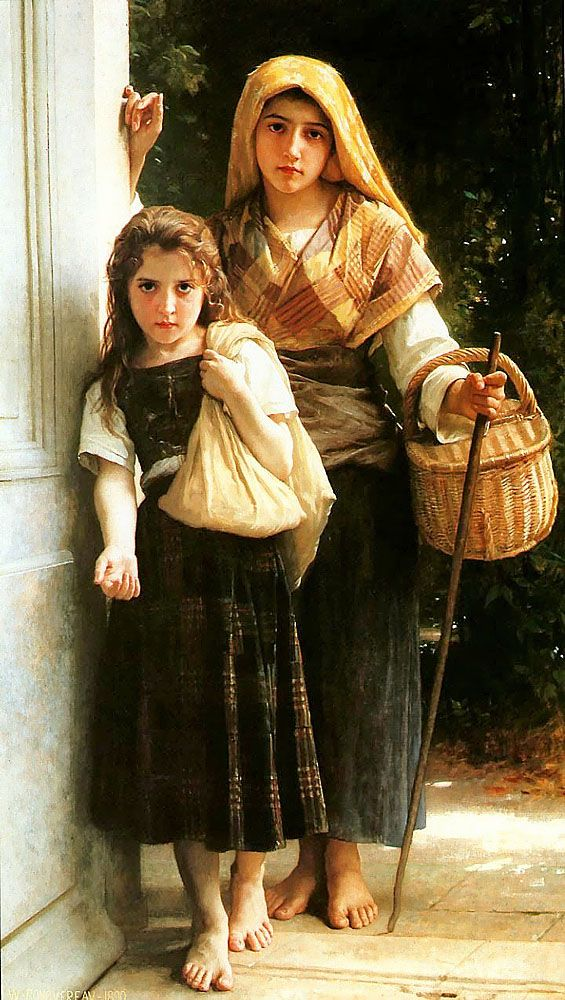
طرح ویلیام-آدولف بوگرو با عنوان گدایان کوچک به تاریخ ۱۸۸۰ میلادی
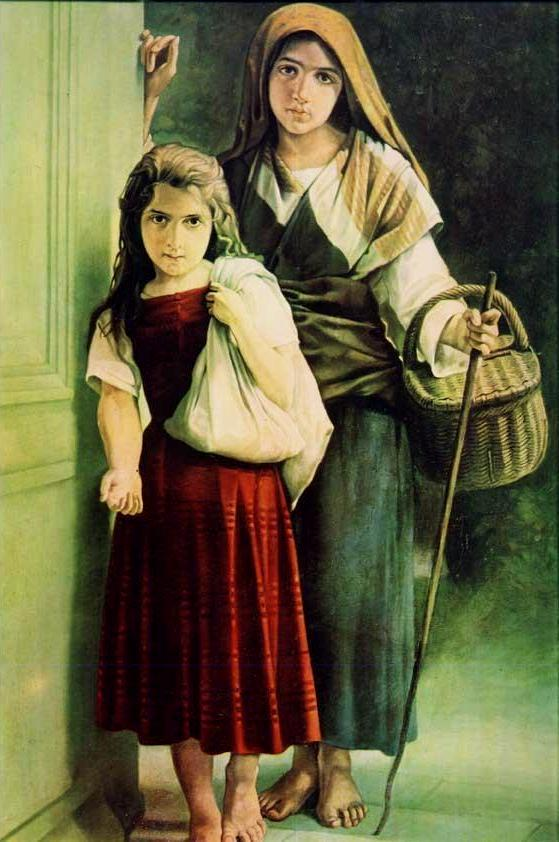
قلم‌زنی کمال‌الملک بر اساس طرح بوگرو تحت عنوان «دختران گدا» به سال ۱۸۸۹